# مارك أنجل
مارك أنجل (بالإنجليزية: Mark Angel)‏ (23 أغسطس 1975 بنيوكاسل أبون تاين في المملكة المتحدة - ) هو لاعب كرة قدم بريطاني في مركز الوسط. لعب مع أكسفورد يونايتد وكامبريدج يونايتد وكوين أوف ساوث ونادي برشلونة ونادي سندرلاند ووست بروميتش ألبيون ونادي كينغز لين ونادي بوسطن يونايتد ودارلينجتون إف سى.

## وصلات خارجية
- مارك أنجل على موقع قاعدة بيانات كرة القدم.إي يو (الإنجليزية)